# 西村彩有里
西村 彩有里（にしむら さゆり、1995年3月27日 - ）は、日本のモデルである。元「JAPANARIZM」メンバー。愛称は、さゆりぃ。
東京都出身。株式会社プリュ所属。立正大学心理学部卒業。

## 略歴
2015年
- 春から芸能活動を始める

2016年
- 2月13日 アイドルユニット「ぽすてぃこ」結成に参加
- 5月「ぽすてぃこ」デビュー

2016年
- 7月4日 J-CREWプロジェクト アイドル航海士「海月七海」オーディション 2016グランプリ[1]。3代目海月七海を1年間務める
- 9月11日「ぽすてぃこ」活動休止

2017年
- 2月 セルフプロデュースシャンプー「Twinkly」を発売
- 2月14日「ファースト☆チョコレート」でソロ歌手デビュー[2]
- 9月30日 PanamaHat（所属事務所）を退所[3]

2018年
- 1月 祭囃子系アイドルユニット「はっぴっぴ」に加入

2019年
- 11月11日、「はっぴっぴ」から「JAPANARIZM」に改称

2021年
- 11月11日、「JAPANARIZM」を卒業

## 人物
- 特技：セグウェイ（インストラクター）、陸上競技（中学駅伝全国大会出場）
- 趣味：読書、可愛いもの探し
- 立正大学心理学部卒業[4]

## 出演

### テレビドラマ
- ジョブチューン（2015年7月14日、TBS）- マジシャン
- 石の繭（2015年8月16日、WOWOW）
- 孤独のグルメ Season5 第7話    （2015年11月14日、テレビ東京） - カップル客・女 役
- 全力坂（2016年4月4日、12日、テレビ朝日）
- 私 結婚できないんじゃなくて、しないんです（2016年5月、TBS）
- キラキラKITCHEN（2016年11月、東京MX）
- 聞いてた話と違います!（2016年12月21日、フジテレビ）
- ミッドナイトラン（2016年12月、フジテレビ）
- いいコト!（2017年4月〜10月、岩手朝日テレビ）- レポーター
- ガールズ戦士フニーターズ（2017年4月18日、15日、千葉テレビ）- ピンクフニーター:土ノ裏夕夏 役
- 関内デビル（2018年3月、テレビ神奈川）[5]

### ラジオ
- 江東モーニング（2015年7月、レインボータウンFM）
- 東京かわいいステーション（2016年9月、FM-FUJI） ゲスト

### WEB TV・配信
- ワロップ放送局「アコガレ」（2015年4月〜2016年6月）レギュラー
- 西村彩有里のじゅうじゅう散歩（2016年）
- 西村彩有里のキラキラジオ（2016年9月5日〜2017年7月10日、FRESH!）
- ワロップ放送局「岩崎夢生と乙女の笑い新党」（2017年4月〜）レギュラー
- ぶるぺん（2018年7月、GYAO!）はっぴっぴとして[6]

### 舞台
- 劇メシ「なんでもないトマトなのに」（2016年）
- JUNCTION「スパイスアップ・ナイトパレード」（2017年4月29日〜5月7日、渋谷・ドクタージーカンズ）- 久美 役

### DVD
- 水玉タレントプロモーション 西村彩有里（2017年12月22日、ジェイ・フォース）

### CD
- ファースト☆チョコレート（2017年2月14日）
- HappyBirthdayParty（2017年3月14日）

### 雑誌・モデル
- 二子玉川ライズ WEB（2015年）
- エムズECサイト（2015年4月〜）
- 毎日美女大学「ミス浮き輪コンテスト」2位（2015年7月）
- 東京グラフィティ（2015年9月号）
- 宝島社「Sweet 別冊 マイベストヘア（2015年10月）
- ミス毎日美女大学コンテスト 2位（2015年12月）
- 2016年度版 KAZIムック「よくばり女子旅」モデル
- GLAY「空が青空であるために」MV（2016年）- 女子高生役
- soup．（2016年5月号）
- 三井不動産パンフレット（2016年）
- SEGA「オルタンシア・サーガ -蒼の騎士団-」webCM（2016年）
- ケータイアプリ「Fillm UP」（2016年）
- グリコ「冷やして鳴らそう♪お菓子のいい音」キャンペーン
- 稲取東海ホテル湯苑 HP（2016〜2017年）
- 美人スナップ（2017年）